# Sehri-Bahlol
Sehri-Bahlol, auch Sahr-i-Bahlol genannt, ist eine kleine befestigte Ruinenstadt, die sich unweit des vorgeschichtlichen Klosters Takht-i-Bahi in der pakistanischen Provinz Khyber Pakhtunkhwa befindet. Der Ort liegt 70 Kilometer von Peschawar entfernt.
Sehri-Bahlol ist ein kulturhistorisch bedeutsamer Ort des Buddhismus aus dem frühen 1. Jahrhundert und seit 1980, wie auch der nahe gelegene Ort Takht-i-Bahi, in der Liste des UNESCO-Weltkulturerbes eingetragen. In dem Ort befanden sich Buddha-Statuen. Ferner wurden Münzen und weitere Artefakte gefunden. Die Namensgebung geht auf Sir Bahlol zurück, einen bekannten religiösen Führer in diesem Gebiet.
Von dem Ort ist ein großer Wall zu erkennen, der umgeben ist von landwirtschaftlich genutzten Feldern. Von den Bauern werden auf den Felder häufig historische Funde gemacht, die sich der archäologischen Forschung entziehen.